# Platybrachys sicca
Platybrachys sicca är en insektsart som först beskrevs av Walker 1851.  Platybrachys sicca ingår i släktet Platybrachys och familjen Eurybrachidae. Inga underarter finns listade i Catalogue of Life.